# Riva Valdobbia
Riva Valdobbia es una localidad y comune italiana de la provincia de Vercelli, región de Piamonte, con 255 habitantes.

## Evolución demográfica
| Gráfica de evolución demográfica de Riva Valdobbia entre 1861 y 2001 |
|                                                                      |
| Fuente ISTAT - elaboración gráfica de Wikipedia                      |